# Memorist
Memorist (메모리스트?, MemoriseuteuLR) è una serie televisiva sudcoreana trasmessa su tvN dall'11 marzo al 30 aprile 2020, basata sull'omonimo webtoon di Jae Hoo.

## Trama
Il detective di polizia Dong Baek, dotato della capacità di leggere nei ricordi delle persone, si allea con la profiler criminale Han Sun-mi per fermare un serial killer. Durante le indagini, però, i segreti e le verità sui loro rispettivi passati vengono a galla, mentre il caso si fa sempre più complicato.

## Personaggi e interpreti
- Dong Baek, interpretato da Yoo Seung-ho
- Han Sun-mi, interpretata da Lee Se-young
- Lee Shing-woong, interpretato da Jo Sung-ha